# Курфюрстендамм
Курфю́рстендамм (нім. Kurfürstendamm, скорочено Кудамм (Ku'damm)) — знаменитий бульвар Берліна, одна з основних автомобільних магістралей в берлінському окрузі Шарлоттенбург-Вільмерсдорф. Вулиця довжиною 3,5 км починається з площі Брайтшайда (нім. Breitscheidplatz) і веде до площі Ратенау (нім. Rathenauplatz). Кудамм відома як популярне місце для прогулянок, закупів та розваг. Прообразом Кудамм послужили Єлисейські поля Парижа.

## Історія
Пішохідна стежка на місці майбутньої Курфюрстендамм з'явилася 1542 року, нею курфюрсти їздили верхи з берлінського Міського палацу в мисливський замок Груневальд. Найперша згадка цієї дороги, проте без вказівки назви, відноситься до 1685 року та міститься в «геометричному плані Берліна та околиць», виконаному інженером Н. Ла Віньє. Назва «Churfürsten Damm» з'явилася пізніше на одній з карт Фрідріха Вільгельма Карла фон Шметтау 1767–1787 роках. 5 лютого 1873 року у своєму відомому листі до радника Таємного кабінету Густава фон Вільмовскі Отто Бісмарк висловив ідею про перебудову вулиці з метою зробити її розкішнішою й помпезнішою. План Бісмарка було реалізовано. 2 червня 1875 року розпорядженням кабінету було визначено нову ширину Курфюрстендамм — 53 м. 1886 року було проведено відповідні роботи, й почалося спорудження бульвару.

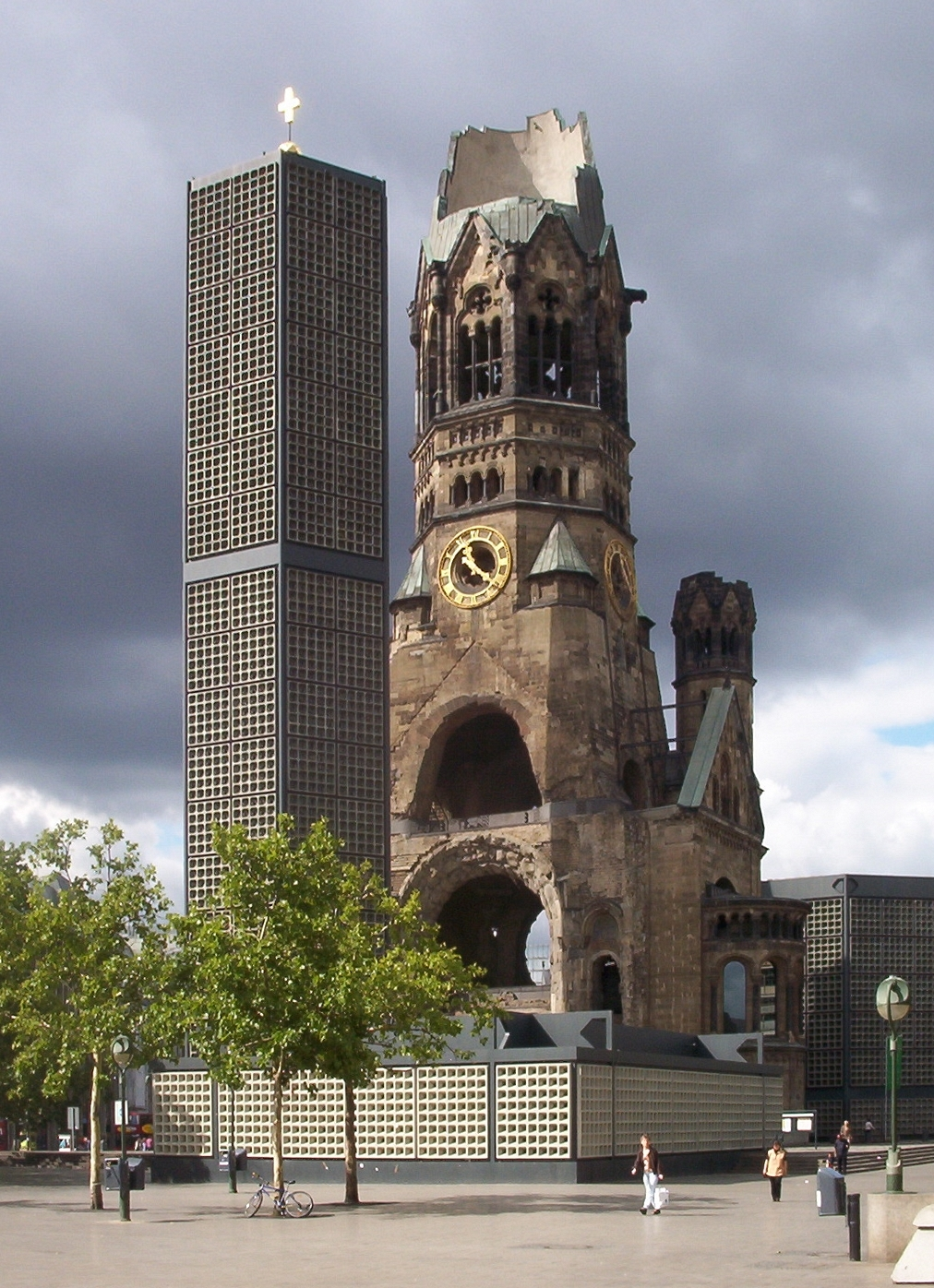
Меморіальна церква кайзера Вільгельма в східній частині Кудамма

До початку Першої світової війни респектабельний Курфюрстендамм в оточенні дорогих житлових кварталів став швидко перетворюватися на популярний центр розваг, закупів та спілкування. Невдовзі Курфюрстендамм з його «Кафе Заходу» та лунапарком склав гідну конкуренцію визнаної «вітрини» міста Унтер-ден-Лінден. Зеніт бульвару Курфюрстендамм припав на перші десятиліття XX ст. 1913 року на цій вулиці проживало 120 мільйонерів. Бульвар називали найбільшим кафе Європи. Життя на Курфюрстендамм вирувало: тут, зокрема, в знаменитому Романському кафе, зустрічалися артисти та художники, в кінотеатрах йшли прем'єри німих та перших звукових фільмів. Бульвар Курфюрстендамм став синонімом «золотих двадцятих» років Німеччини (1924–1929 роки).
Зміни почалися з підйомом нацистського руху. 12 вересня 1931 року на Курфюрстендамм відбувся перший єврейський погром, організований штурмовиками під керівництвом Геббельса та фон Хелльдорфа. У нацистській Німеччині численні заборони в політичному та культурному житті спричинили до серйозних змін і на Курфюрстендамм. Флер Курфюрстендамм ще зіграв свою роль під час Олімпійських ігор 1936 року, але те, що він ніс у собі — інтелектуальну новизну, космополітизм, політ творчості, провокативність, свободу, підприємницьку жилку, духовність та культуру — не відповідало націонал-соціалістичної ідеології та дедалі більше зазнавало регламентації з боку нацистської влади. Після висилки та винищення євреїв колишній дух Кудамма було остаточно знищено.
Повітряні нальоти союзників під Другу світову війну на Курфюрстендамм пережило лише 43 будинки. Відновлення вулиці припало на період холодної війни, і Курфюрстендамм став вітриною Заходу та символом економічного дива. Після поділу Берліна та грошової реформи 1948 року Курфюрстендамм, а точніше його східна частина поблизу вокзалу «Зоологічний сад», стала торговельним центром Західного Берліна.
Після падіння Берлінської стіни Курфюрстендамм дещо втратив своє значення, центр міста змістився у бік його історичної частини в район Берлін-Мітте. Додаткову конкуренцію Курфюрстендамм почав складати новий квартал на Потсдамській площі. Наразі Курфюрстендамм поступово перетворюється на вулицю ексклюзивних магазинів.

## Фільми
- Auf dem Ku'damm. документальний фільм, Німеччина, 2007, 43:30 Min., Сценарій та режисура: Manuela Jödicke und Sylvia Rademacher, виробництво:Rundfunk Berlin-Brandenburg, серія: Berliner Ecken und Kanten, прем'єра: 30 травня 2007 на каналі rbb, Інформація про фільм [Архівовано 1 травня 2011 у Wayback Machine.].